# Амброзети (Кјети)
Амброзети (итал. Ambrosetti) је насеље у Италији у округу Кјети, региону Абруцо.
Према процени из 2011. у насељу је живело 55 становника. Насеље се налази на надморској висини од 318 м.